# براندون ميلر (لاعب كرة سلة)
براندون ميلر (21 مايو 1979 في الولايات المتحدة - ) (بالإنجليزية: Brandon Miller)‏ هو مدرب كرة سلة ولاعب كرة سلة أمريكي في مركز هجوم خلفي.

## وصلات خارجية
- براندون ميلر على موقع كلية كرة السلة في سبورتس رفرنس.كوم (الإنجليزية)
- براندون ميلر على موقع ريلجم (الإنجليزية)
- براندون ميلر على موقع كلية كرة السلة في سبورتس رفرنس.كوم (الإنجليزية)